# Міллі Перкінс
Мілдред «Міллі» Френсіс Перкінс (англ. Mildred «Millie» Frances Perkins; нар. 12 травня 1938, Пассейк, Нью-Джерсі) — американська акторка та модель.

## Життєпис
Народилася 12 травня 1938 року у місті Пассейк, штат Нью-Джерсі. Виросла і закінчила середню школу в Фейр-Лон. Її батько був капітаном торгового флоту угорського і монгольського походження. Переїхала до Нью-Йорка, працювала спочатку секретаркою в рекламному агентстві, потім моделлю, швидко ставши «міжнародною дівчиною з обкладинки». Саме на обкладинці журналу її побачив режисер Джордж Стівенс, який шукав акторку на роль Анни Франк у своєму новому фільмі «Щоденник Анни Франк», і запросив на проби. Стрічка вийшла наступного року і отримала міжнародне визнання, як і Перкінс (яка ніколи не вивчала акторської майстерності і не прагнула бути акторкою). 1961 року зіграла подругу персонажа Елвіса Преслі у фільмі «Дикун». 1964 року Джошуа Логан запросив її на роль у фільмі «Лейтенант Пульвер». 1966 року з'явилася у вестернах «Перестрілка» та «Втеча в нікуди» режисера Монте Геллмана.
На початку 1980-х років викладала акторську майстерність в університеті Південного Орегону. 1983 року зіграла колишню дружину персонажа Джона Войта у фільмі «Стіл на п'ятьох». 1986 року з'явилася в одному з епізодів другого сезону серіала «Вона написала вбивство». 1987 року зіграла матір персонажа Чарлі Шина у фільмі «Волл-стріт» Олівера Стоуна. 1988 року грала матір героїнь Шерілін Фенн і Міли Йовович в еротичній мелодрамі «Злиття двох місяців» Залмана Кінга. 1990 року виконала роль Гледіс Преслі, матері Елвіса Преслі, у серіалі «Елвіс».
2004 року на її честь отримав ім'я один з персонажів пригодницької відеогри Grand Theft Auto: San Andreas (одна з подружок головного героя Карла Джонсона). 2005 року з'явилася у драмі «Втрачене місто» Енді Гарсія, дія якої розгортається в Гавані. 2006 року виконувала роль Ребекки Каплан в мильній опері «Молоді і зухвалі».

## Особисте життя
15 квітня 1960 року Перкінс вступила у шлюб з актором Діном Стоквеллом. Розлучилися 30 липня 1962 року. 1964 року її другим чоловіком став сценарист і режисер Роберт Том. У пари народилися двоє дочок — Лілі (1966) та Геді (1969). Шлюб тривав до смерті чоловіка 1979 року.

## Вибрана фільмографія
| Рік  |    | Українська назва           | Оригінальна назва               | Роль                  |
| ---- | -- | -------------------------- | ------------------------------- | --------------------- |
| 1959 | ф  | Щоденник Анни Франк        | The Diary of Anne Frank         | Анна Франк            |
| 1961 | ф  | Дикун                      | Wild in the Country             | Бетті Лі Персонс      |
| 1963 | ф  | Дульсінея                  | Dulcinea                        | Надін                 |
| 1964 | ф  | Лейтенант Пульвер          | Ending Pulver                   | Скотті                |
| 1966 | ф  | Перестрілка                | The Shooting                    | жінка                 |
| 1966 | ф  | Втеча в нікуди             | Ride in the Whirlwind           | Ебігейл               |
| 1974 | ф  | Бійцівський півень         | Cockfighter                     | Френсіс Менсфілд      |
| 1975 | ф  | Леді Какао                 | Lady Cocoa                      | Марі                  |
| 1975 | ф  | Відьма, яка прийшла з моря | The Witch Who Came from the Sea | Моллі                 |
| 1981 | с  | Подружжя Гарт              | Hart to Hart                    | Мінді                 |
| 1981 | тф | Макбет                     | Macbeth                         | леді Макдуф           |
| 1983 | ф  | Стіл на п'ятьох            | Table for Five                  | Кетлін                |
| 1986 | с  | Вона написала вбивство     | Murder, She Wrote               | Гленда Вандевер       |
| 1986 | ф  | Впритул                    | At Close Range                  | Джулі                 |
| 1987 | ф  | Танець смерті              | Slam Dance                      | Боббі Най             |
| 1987 | ф  | Волл-стріт                 | Wall Street                     | місіс Фокс            |
| 1988 | ф  | Злиття двох місяців        | Two Moon Junktion               | місіс Делонгпре       |
| 1990 | с  | Елвіс                      | Elvis                           | Гледіс Преслі         |
| 1990 | тф | Називайте мене Анна        | Call Me Anna                    | Френсіс Дюк           |
| 1993 | ф  | Книга Мертвих              | Necronomicon                    | Ліна                  |
| 1993 | тф | Вбивство невинності        | Murder of Innocence             | Една Веббер           |
| 1995 | ф  | Тілесні ушкодження         | Bodily Harm                     | доктор Спенсер        |
| 1996 | ф  | Камера                     | The Chamber                     | Рут Крамер            |
| 1996 | с  | Дотик янгола               | Touch ed by an Angel            | Уілла Дюбуа           |
| 2005 | ф  | Втрачене місто             | The Lost City                   | донья Сесілія Феллове |
| 2006 | тф | Хоча ніхто не йде зі мною  | Though None Go with Me          | Френсіс Чайлдс        |
| 2006 | с  | Молоді і зухвалі           | The Young and the Restless      | Ребекка Каплан        |